# Serie de Grandi
En matemáticas, la serie infinita 1 − 1 + 1 − 1 + ⋯, también escrita
{\displaystyle \sum _{n=0}^{\infty }(-1)^{n}}
se llama a veces serie de Grandi, en honor al matemático, filósofo y sacerdote italiano Luigi Guido Grandi, que dio un tratamiento memorable de la serie en 1703. Es una serie divergente, lo que significa que carece de una suma en el sentido habitual. En cambio, su sumación de Cesàro es 1/2.

## Métodos informales
Un método obvio con el que se puede atacar la serie
1 − 1 + 1 − 1 + 1 − 1 + 1 − 1 + ⋯
es tratarla como una serie telescópica y realizar las restas que resultan:
(1 − 1) + (1 − 1) + (1 − 1) + ⋯ = 0 + 0 + 0 + ⋯ = 0.
Por otra parte, un procedimiento de agrupamiento similar conduce a un resultado aparentemente contradictorio
1 + (−1 + 1) + (−1 + 1) + (−1 + 1) + ⋯ = 1 + 0 + 0 + 0 + ⋯ = 1.
Así, aplicando paréntesis a la serie de Grandi de diferentes maneras, se puede obtener 0 o 1 como «valor». (Variaciones de esta idea, llamada el engaño de Eilenberg-Mazur, se utilizan a veces en la teoría de nudos y en el álgebra).
Tratar la serie de Grandi como una serie geométrica divergente y utilizar los mismos métodos algebraicos que evalúan las series geométricas convergentes para obtener un tercer valor:
S = 1 − 1 + 1 − 1 + ⋯, entonces
1 − S = 1 − (1 − 1 + 1 − 1 + ⋯) = 1 − 1 + 1 − 1 + ⋯ = S
1 − S = S
1 = 2S,
resultando S = 12. La misma conclusión resulta de calcular −S, restar el resultado de S y resolver 2S = 1.
Las manipulaciones anteriores no tienen en cuenta lo que significa realmente la suma de una serie y cómo se pueden aplicar dichos métodos algebraicos a las series geométricas divergentes. Aun así, en la medida en que es importante poder poner entre paréntesis las series a voluntad, y que es más importante poder realizar aritmética con ellas, se puede llegar a dos conclusiones:
- La serie 1 − 1 + 1 − 1 + ⋯ no tiene suma;[1][2]
- pero su suma debería ser 1⁄2.[2]

De hecho, ambas afirmaciones pueden precisarse y demostrarse formalmente, pero sólo utilizando conceptos matemáticos bien definidos que surgieron en el siglo XIX. Después de la introducción del cálculo en Europa a finales del siglo XVII, pero antes de la llegada del rigor moderno, la tensión entre estas respuestas alimentó lo que se ha caracterizado como una disputa «interminable» y «violenta» entre matemáticos.

## No convergencia
La suma de una serie infinita, si es que existe, se define como igual al límite de la secuencia de sus «sumas parciales». La secuencia de las sumas parciales de la serie de Grandi es (1, 0, 1, 0, …) y no «tiende» a ningún número ya que posee dos subsucesiones convergentes. Por lo tanto, la serie de Grandi es no-convergente o es oscilante. 
No es correcto realizar operaciones aparentemente inocuas sobre una serie, como reordenar sus términos individuales, a menos que la serie sea absolutamente convergente. De lo contrario estas operaciones pueden modificar el resultado de la suma. Reordenando los términos de la serie de Grandi se obtiene cualquier número entero (no solo el 0 o el 1).